# Dioxipo
Dioxipo (griego antiguo Διώξιππος Dioxippos) fue un atleta griego de Atenas, competidor de pancracio. Su habilidad y fama en este deporte fueron tales que se le coronó campeón de los Juegos Olímpicos en el 336 a. C., cuando todos sus contendientes prefirieron concederle la victoria antes que enfrentarse a él, un desenlace conocido como acónito (akoniti, "sin empolvarse"). Fue miembro de la corte de Alejandro Magno durante su expedición a la India, donde se suicidó tras un publicitado duelo contra el macedonio Corago. Su historia la recogen Diodoro Sículo y Quinto Curcio Rufo.

## Biografía
La principal victoria de Dioxipo en los Juegos Olímpicos parece tener lugar en el 336 a. C.
El atleta reaparece en 325 a. C. la corte de Alejandro Magno, admirador suyo, quien se hallaba en reposo tras ser herido en su campaña contra los malios o malavas en el Punyab. Durante un banquete que contaba con la presencia de ambos, los macedonios se burlaron de Dioxipo, tachándole de glotón, y un soldado hetairos llamado Corago, distinguido por su fortaleza y valor, pero ebrio en aquel momento, le desafió abiertamente a un combate singular. Aunque Alejandro trató de disuadirles de luchar, el ateniense no se arredró, por lo que el rey aceptó disponer un día para celebrar el encuentro. El desafío generó una gran expectación en el campamento dada la rivalidad intrahelénica entre macedonios y griegos que los púgiles representaban.
Al llegar el día, Corago apareció ante la audiencia vestido con la armadura y panoplia completa del ejército macedonio, como en el campo de batalla, mientras que Dioxipo lo hizo desnudo, untado de aceite y empuñando tan sólo una clava, asemejándose el uno a Ares y el otro a Heracles según los presentes. Cuando entablaron combate, la habilidad marcial de Dioxipo se impuso sobre las armas de su contrincante: esquivó su jabalina, rompió su lanza de un golpe de porra y neutralizó su espada aferrándole del brazo, tras lo cual lo derribó mediante una llave y lo inmovilizó con un pie sobre el cuello. Dioxipo levantó la maza en dirección al público, ilustrando lo fácil que le resultaría rematar a Corago en aquella posición, y Alejandro no tuvo más remedio que parar el combate y declarar vencedor al ateniense.
La victoria trajo a Dioxipo los vítores de los griegos, pero también la antipatía de los macedonios, incluyendo al propio Alejandro, cuya amistad con Dioxipo se deterioró por la humillación que había infligido a su ejército. Los cortesanos del rey pergeñaron una estratagema contra el atleta, colando una copa de oro bajo su almohada y más tarde acusándole de haberla robado, y esto causó tal agravio a Dioxipo que se quitó la vida con su espada. Dejó a sus sirvientes una carta dirigida a Alejandro en la que contaba la injusticia que había sufrido, cuya lectura, así como las burlas de los macedonios, hizo a Alejandro arrepentirse amargamente del trato que le había dispensado.